# Tour de Francia 2024
La 111.ª edición del Tour de Francia fue una carrera de ciclismo en ruta por etapas que se desarrolló entre el 29 de junio y el 21 de julio de 2024 con inicio en Florencia en Italia y final en Niza en Francia. Fue la primera vez en la historia que el Tour de Francia no acababa en (o cerca de) París, debido a los preparativos para los Juegos Olímpicos de París 2024 que empezaban cinco días después. También fue la primera vez que empieza desde Italia.
La carrera era la segunda y la más importante de las denominadas Grandes Vueltas de la temporada y formó parte del circuito UCI WorldTour 2024 dentro de la categoría 2.UWT siendo la vigésima quinta competición del calendario de máxima categoría mundial. El vencedor final fue el esloveno Tadej Pogačar del UAE Emirates y estuvo acompañado en el podio, como segundo y tercer clasificado respectivamente, por el danés Jonas Vingegaard del Visma | Lease a Bike y el belga Remco Evenepoel del Soudal Quick-Step.

## Equipos participantes
Tomaron la partida un total de 22 equipos, de los cuales asistieron por derecho propio los 18 equipos de categoría UCI WorldTeam. Los equipos participantes fueron:
| WorldTeams (18)- Decathlon-AG2R La Mondiale - Alpecin-Deceuninck - Arkéa-B&B Hotels - Astana Qazaqstan Team - Bahrain Victorious - Red Bull-Bora-Hansgrohe - Cofidis - EF Education-EasyPost - Groupama-FDJ - Ineos Grenadiers - Intermarché-Wanty - Team Visma \| Lease a Bike - Lidl-Trek - Movistar Team - Soudal Quick-Step - Team dsm-firmenich PostNL - Team Jayco AlUla - UAE Team Emirates ProTeams (4)- Israel-Premier Tech - Lotto Dstny - TotalEnergies - Uno-X Mobility |
| |

## Favoritos
Tadej Pogačar (UAE Team Emirates): El esloveno de 25 años buscará su tercer Tour y su primer doblete en Grandes Vueltas ya que ganó con amplia superioridad el Giro de Italia, además de todo lo que ha corrido durante la temporada. Cuenta a su favor con una excelente preparación y quizá con la escuadra más potente. 
  Jonas Vingegaard (Team Visma-Lease a Bike): El danés de 27 años tuvo una caída en abril durante la Itzulia que le privó de seguir una preparación adecuada y ahora regresa a la competición para tratar de defender el título que logró en 2023 y lograr su tercera victoria en la general de manera consecutiva.
 Primož Roglič (Bora - Hansgrohe): El esloveno de 34 años y ganador de la Dauphiné, buscará con su nuevo equipo el título que le falta en las Grandes Vueltas.
 Remco Evenepoel (Soudal Quick-Step): El belga de 24 años y ganador de la Vuelta 2022 y algunos monumentos afronta su primer Tour con grandes expectativas.
 Carlos Rodríguez (INEOS Grenadiers): El español de 23 años, ganador del Tour de Romandía y quinto en el Tour pasado, es la baza número 1 del otrora equipo más potente del ciclismo mundial. Estará acompañado de un gran equipo que cuenta con dos ganadores del Tour, Egan Bernal y Geraint Thomas.
Otros corredores a tener en cuenta son los gemelos británicos Adam y Simon Yates, tercero y cuarto del Tour 2023, el australiano Jai Hindley y los españoles Enric Mas y Juan Ayuso. Latinoamérica espera tener alguna figuración con el colombiano Egan Bernal y con el ecuatoriano Richard Carapaz.

## Etapas
| Etapa      | Fecha     | Recorrido                                   | type                    | Distancia (km) | Desnivel (m) | Ganador            | Líder           |
| ---------- | --------- | ------------------------------------------- | ----------------------- | -------------- | ------------ | ------------------ | --------------- |
| 1.ª etapa  | 29 de jun | Florencia – Rímini                          | etapa escarpada         | 206            | 3847 m       | Romain Bardet      | Romain Bardet   |
| 2.ª etapa  | 30 de jun | Cesenatico – Bolonia                        | etapa escarpada         | 199,2          | 1858 m       | Kévin Vauquelin    | Tadej Pogačar   |
| 3.ª etapa  | 1 de jul  | Piacenza – Turín                            | etapa escarpada         | 230,8          | 1315 m       | Biniam Girmay      | Richard Carapaz |
| 4.ª etapa  | 2 de jul  | Pinerolo – Valloire                         | etapa de montaña        | 139,6          | 3860 m       | Tadej Pogačar      | Tadej Pogačar   |
| 5.ª etapa  | 3 de jul  | Saint-Jean-de-Maurienne – Saint-Vulbas      | etapa llana             | 177,4          | 1002 m       | Mark Cavendish     | Tadej Pogačar   |
| 6.ª etapa  | 4 de jul  | Mâcon – Dijon                               | etapa llana             | 163,5          | 889 m        | Dylan Groenewegen  | Tadej Pogačar   |
| 7.ª etapa  | 5 de jul  | Nuits-Saint-Georges – Gevrey-Chambertin     | contrarreloj individual | 25,3           | 285 m        | Remco Evenepoel    | Tadej Pogačar   |
| 8.ª etapa  | 6 de jul  | Semur-en-Auxois – Colombey-les-Deux-Églises | etapa escarpada         | 183,4          | 2291 m       | Biniam Girmay      | Tadej Pogačar   |
| 9.ª etapa  | 7 de jul  | Troyes – Troyes                             | etapa escarpada         | 199            | 2033 m       | Anthony Turgis     | Tadej Pogačar   |
|            | 8 de jul  | Día de descanso                             | Día de descanso         |                |              |                    |                 |
| 10.ª etapa | 9 de jul  | Orleans – Saint-Amand-Montrond              | etapa llana             | 187,3          | 888 m        | Jasper Philipsen   | Tadej Pogačar   |
| 11.ª etapa | 10 de jul | Évaux-les-Bains – Le Lioran                 | etapa de montaña        | 211            | 4192 m       | Jonas Vingegaard   | Tadej Pogačar   |
| 12.ª etapa | 11 de jul | Aurillac – Villeneuve-sur-Lot               | etapa llana             | 203,6          | 2253 m       | Biniam Girmay      | Tadej Pogačar   |
| 13.ª etapa | 12 de jul | Agen – Pau                                  | etapa llana             | 165,3          | 1866 m       | Jasper Philipsen   | Tadej Pogačar   |
| 14.ª etapa | 13 de jul | Pau – Pla d'Adet                            | etapa de montaña        | 151,9          | 4043 m       | Tadej Pogačar      | Tadej Pogačar   |
| 15.ª etapa | 14 de jul | Loudenvielle – Plateau de Beille            | etapa de montaña        | 197,7          | 5043 m       | Tadej Pogačar      | Tadej Pogačar   |
|            | 15 de jul | Día de descanso                             | Día de descanso         |                |              |                    |                 |
| 16.ª etapa | 16 de jul | Gruissan – Nimes                            | etapa llana             | 188,6          | 1176 m       | Jasper Philipsen   | Tadej Pogačar   |
| 17.ª etapa | 17 de jul | Saint-Paul-Trois-Châteaux – SuperDévoluy    | etapa de montaña        | 177,8          | 3007 m       | Richard Carapaz    | Tadej Pogačar   |
| 18.ª etapa | 18 de jul | Gap – Barcelonnette                         | etapa de media montaña  | 179,5          | 3033 m       | Victor Campenaerts | Tadej Pogačar   |
| 19.ª etapa | 19 de jul | Embrun – Isola 2000                         | etapa de montaña        | 144,6          | 4462 m       | Tadej Pogačar      | Tadej Pogačar   |
| 20.ª etapa | 20 de jul | Niza – Col de la Couillole                  | etapa de montaña        | 132,8          | 4763 m       | Tadej Pogačar      | Tadej Pogačar   |
| 21.ª etapa | 21 de jul | Ciudad de Mónaco – Niza                     | contrarreloj individual | 33,7           | 728 m        | Tadej Pogačar      | Tadej Pogačar   |

## Clasificaciones finales

### Clasificación general(Maillot Jaune)
| \| Clasificación general \| Clasificación general \| Clasificación general \| Clasificación general \| Clasificación general \| \| Ciclista \| Ciclista \| Equipo \| Tiempo \| \| \| --------------------- \| --------------------- \| -------------------------- \| --------------------- \| --------------------- \| \| 1.º \| Tadej Pogačar \| UAE Team Emirates \| 83 h 38 min 56 s \| \| \| 2.º \| Jonas Vingegaard \| Team Visma \\| Lease a Bike \| + 6 min 17 s \| \| \| 3.º \| Remco Evenepoel \| Soudal Quick-Step \| + 9 min 18 s \| \| \| 4.º \| João Almeida \| UAE Team Emirates \| + 19 min 03 s \| \| \| 5.º \| Mikel Landa \| Soudal Quick-Step \| + 20 min 06 s \| \| \| 6.º \| Adam Yates \| UAE Team Emirates \| + 24 min 07 s \| \| \| 7.º \| Carlos Rodríguez \| Ineos Grenadiers \| + 25 min 04 s \| \| \| 8.º \| Matteo Jorgenson \| Team Visma \\| Lease a Bike \| + 26 min 34 s \| \| \| 9.º \| Derek Gee \| Israel-Premier Tech \| + 27 min 21 s \| \| \| 10.º \| Santiago Buitrago \| Bahrain Victorious \| + 29 min 03 s \| \| \| 11.º \| Giulio Ciccone \| Lidl-Trek \| + 30 min 42 s \| \| \| 12.º \| Simon Yates \| Team Jayco AlUla \| + 39 min 04 s \| \| \| 13.º \| Guillaume Martin \| Cofidis \| + 43 min 49 s \| \| \| 14.º \| Felix Gall \| Decathlon-AG2R La Mondiale \| + 46 min 12 s \| \| \| 15.º \| Laurens De Plus \| Ineos Grenadiers \| + 46 min 24 s \| \| \| 16.º \| Steff Cras \| TotalEnergies \| + 49 min 18 s \| \| \| 17.º \| Richard Carapaz \| EF Education-EasyPost \| + 49 min 24 s \| \| \| 18.º \| Jai Hindley \| Red Bull-Bora-Hansgrohe \| + 57 min 04 s \| \| \| 19.º \| Enric Mas \| Movistar Team \| + 1 h 11 min 05 s \| \| \| 20.º \| Louis Meintjes \| Intermarché-Wanty \| + 1 h 11 min 50 s \| \| \| 21.º \| Wilco Kelderman \| Team Visma \\| Lease a Bike \| + 1 h 23 min 11 s \| \| \| 22.º \| Julien Bernard \| Lidl-Trek \| + 1 h 37 min 15 s \| \| \| 23.º \| Javier Romo \| Movistar Team \| + 1 h 42 min 26 s \| \| \| 24.º \| Carlos Verona \| Lidl-Trek \| + 1 h 47 min 13 s \| \| \| 25.º \| Valentin Madouas \| Groupama-FDJ \| + 1 h 51 min 59 s \| \| |                   |                            |                   |
| |                   |                            |                   |
| Fuentes: ProCyclingStats Cycling Quotient |                   |                            |                   |
| Clasificación general |                   |                            |                   |
| Ciclista | Ciclista          | Equipo                     | Tiempo            |
| 1.º | Tadej Pogačar     | UAE Team Emirates          | 83 h 38 min 56 s  |
| 2.º | Jonas Vingegaard  | Team Visma \| Lease a Bike | + 6 min 17 s      |
| 3.º | Remco Evenepoel   | Soudal Quick-Step          | + 9 min 18 s      |
| 4.º | João Almeida      | UAE Team Emirates          | + 19 min 03 s     |
| 5.º | Mikel Landa       | Soudal Quick-Step          | + 20 min 06 s     |
| 6.º | Adam Yates        | UAE Team Emirates          | + 24 min 07 s     |
| 7.º | Carlos Rodríguez  | Ineos Grenadiers           | + 25 min 04 s     |
| 8.º | Matteo Jorgenson  | Team Visma \| Lease a Bike | + 26 min 34 s     |
| 9.º | Derek Gee         | Israel-Premier Tech        | + 27 min 21 s     |
| 10.º | Santiago Buitrago | Bahrain Victorious         | + 29 min 03 s     |
| 11.º | Giulio Ciccone    | Lidl-Trek                  | + 30 min 42 s     |
| 12.º | Simon Yates       | Team Jayco AlUla           | + 39 min 04 s     |
| 13.º | Guillaume Martin  | Cofidis                    | + 43 min 49 s     |
| 14.º | Felix Gall        | Decathlon-AG2R La Mondiale | + 46 min 12 s     |
| 15.º | Laurens De Plus   | Ineos Grenadiers           | + 46 min 24 s     |
| 16.º | Steff Cras        | TotalEnergies              | + 49 min 18 s     |
| 17.º | Richard Carapaz   | EF Education-EasyPost      | + 49 min 24 s     |
| 18.º | Jai Hindley       | Red Bull-Bora-Hansgrohe    | + 57 min 04 s     |
| 19.º | Enric Mas         | Movistar Team              | + 1 h 11 min 05 s |
| 20.º | Louis Meintjes    | Intermarché-Wanty          | + 1 h 11 min 50 s |
| 21.º | Wilco Kelderman   | Team Visma \| Lease a Bike | + 1 h 23 min 11 s |
| 22.º | Julien Bernard    | Lidl-Trek                  | + 1 h 37 min 15 s |
| 23.º | Javier Romo       | Movistar Team              | + 1 h 42 min 26 s |
| 24.º | Carlos Verona     | Lidl-Trek                  | + 1 h 47 min 13 s |
| 25.º | Valentin Madouas  | Groupama-FDJ               | + 1 h 51 min 59 s |

### Clasificación por puntos(Maillot Vert)
| Clasificación por puntos | Clasificación por puntos | Clasificación por puntos   | Clasificación por puntos | Clasificación por puntos |
| Ciclista                 | Ciclista                 | Equipo                     | Puntos                   |                          |
| ------------------------ | ------------------------ | -------------------------- | ------------------------ | ------------------------ |
| 1.º                      | Biniam Girmay            | Intermarché-Wanty          | 387 pts                  |                          |
| 2.º                      | Jasper Philipsen         | Alpecin-Deceuninck         | 354 pts                  |                          |
| 3.º                      | Bryan Coquard            | Cofidis                    | 208 pts                  |                          |
| 4.º                      | Tadej Pogačar            | UAE Team Emirates          | 196 pts                  |                          |
| 5.º                      | Anthony Turgis           | TotalEnergies              | 180 pts                  |                          |
| 6.º                      | Arnaud De Lie            | Lotto Dstny                | 161 pts                  |                          |
| 7.º                      | Remco Evenepoel          | Soudal Quick-Step          | 152 pts                  |                          |
| 8.º                      | Wout van Aert            | Team Visma \| Lease a Bike | 152 pts                  |                          |
| 9.º                      | Jonas Abrahamsen         | Uno-X Mobility             | 149 pts                  |                          |
| 10.º                     | Jonas Vingegaard         | Team Visma \| Lease a Bike | 136 pts                  |                          |

### Clasificación de la montaña(Maillot à Pois Rouges)
| Clasificación de la montaña | Clasificación de la montaña | Clasificación de la montaña | Clasificación de la montaña | Clasificación de la montaña |
| Ciclista                    | Ciclista                    | Equipo                      | Puntos                      |                             |
| --------------------------- | --------------------------- | --------------------------- | --------------------------- | --------------------------- |
| 1.º                         | Richard Carapaz             | EF Education-EasyPost       | 127 pts                     |                             |
| 2.º                         | Tadej Pogačar               | UAE Team Emirates           | 102 pts                     |                             |
| 3.º                         | Jonas Vingegaard            | Team Visma \| Lease a Bike  | 70 pts                      |                             |
| 4.º                         | Matteo Jorgenson            | Team Visma \| Lease a Bike  | 54 pts                      |                             |
| 5.º                         | Remco Evenepoel             | Soudal Quick-Step           | 50 pts                      |                             |
| 6.º                         | Wilco Kelderman             | Team Visma \| Lease a Bike  | 43 pts                      |                             |
| 7.º                         | Oier Lazkano                | Movistar Team               | 41 pts                      |                             |
| 8.º                         | Jonas Abrahamsen            | Uno-X Mobility              | 36 pts                      |                             |
| 9.º                         | Enric Mas                   | Movistar Team               | 33 pts                      |                             |
| 10.º                        | David Gaudu                 | Groupama-FDJ                | 30 pts                      |                             |

### Clasificación del mejor joven(Maillot Blanc)
| Clasificación del mejor joven | Clasificación del mejor joven | Clasificación del mejor joven | Clasificación del mejor joven | Clasificación del mejor joven |
| Ciclista                      | Ciclista                      | Equipo                        | Tiempo                        |                               |
| ----------------------------- | ----------------------------- | ----------------------------- | ----------------------------- | ----------------------------- |
| 1.º                           | Remco Evenepoel               | Soudal Quick-Step             | 83 h 48 min 14 s              |                               |
| 2.º                           | Carlos Rodríguez              | Ineos Grenadiers              | + 15 min 46 s                 |                               |
| 3.º                           | Matteo Jorgenson              | Team Visma \| Lease a Bike    | + 17 min 16 s                 |                               |
| 4.º                           | Santiago Buitrago             | Bahrain Victorious            | + 19 min 45 s                 |                               |
| 5.º                           | Javier Romo                   | Movistar Team                 | + 1 h 33 min 08 s             |                               |
| 6.º                           | Ilan Van Wilder               | Soudal Quick-Step             | + 1 h 45 min 12 s             |                               |
| 7.º                           | Ben Healy                     | EF Education-EasyPost         | + 1 h 46 min 54 s             |                               |
| 8.º                           | Jordan Jegat                  | TotalEnergies                 | + 1 h 53 min 18 s             |                               |
| 9.º                           | Tobias Halland Johannessen    | Uno-X Mobility                | + 2 h 12 min 19 s             |                               |
| 10.º                          | Oscar Onley                   | Team dsm-firmenich PostNL     | + 2 h 32 min 21 s             |                               |

### Clasificación por equipos(Classement par Équipe)
| Clasificación por equipos | Clasificación por equipos  | Clasificación por equipos | Clasificación por equipos |
| Equipo                    | Equipo                     | Tiempo                    |                           |
| ------------------------- | -------------------------- | ------------------------- | ------------------------- |
| 1.º                       | UAE Team Emirates          | 251 h 36 min 43 s         |                           |
| 2.º                       | Team Visma \| Lease a Bike | + 31 min 51 s             |                           |
| 3.º                       | Soudal Quick-Step          | + 1 h 33 min 06 s         |                           |
| 4.º                       | Ineos Grenadiers           | + 1 h 34 min 05 s         |                           |
| 5.º                       | Lidl-Trek                  | + 2 h 33 min 49 s         |                           |
| 6.º                       | Movistar Team              | + 3 h 10 min 06 s         |                           |
| 7.º                       | Bahrain Victorious         | + 3 h 38 min 21 s         |                           |
| 8.º                       | Red Bull-Bora-Hansgrohe    | + 3 h 57 min 23 s         |                           |
| 9.º                       | Israel-Premier Tech        | + 4 h 01 min 23 s         |                           |
| 10.º                      | EF Education-EasyPost      | + 4 h 06 min 54 s         |                           |

## Evolución de las clasificaciones
| Etapa                   |                         | Ganador _          | Clasificación general | Puntos              | Montaña          | Jóvenes             | Combatividad               | Equipo                    |
| ----------------------- | ----------------------- | ------------------ | --------------------- | ------------------- | ---------------- | ------------------- | -------------------------- | ------------------------- |
| 1.ª etapa               | etapa escarpada         | Romain Bardet      | Romain Bardet         | Frank van den Broek | Jonas Abrahamsen | Frank van den Broek | Frank van den Broek        | Team dsm-firmenich PostNL |
| 2.ª etapa               | etapa escarpada         | Kévin Vauquelin    | Tadej Pogačar         | Jonas Abrahamsen    | Jonas Abrahamsen | Remco Evenepoel     | Jonas Abrahamsen           | Movistar Team             |
| 3.ª etapa               | etapa escarpada         | Biniam Girmay      | Richard Carapaz       | Jonas Abrahamsen    | Jonas Abrahamsen | Remco Evenepoel     | Fabien Grellier            | Movistar Team             |
| 4.ª etapa               | etapa de montaña        | Tadej Pogačar      | Tadej Pogačar         | Jonas Abrahamsen    | Jonas Abrahamsen | Remco Evenepoel     | Oier Lazkano               | UAE Team Emirates         |
| 5.ª etapa               | etapa llana             | Mark Cavendish     | Tadej Pogačar         | Biniam Girmay       | Jonas Abrahamsen | Remco Evenepoel     | Clément Russo              | UAE Team Emirates         |
| 6.ª etapa               | etapa llana             | Dylan Groenewegen  | Tadej Pogačar         | Biniam Girmay       | Jonas Abrahamsen | Remco Evenepoel     | Mads Pedersen              | UAE Team Emirates         |
| 7.ª etapa               | contrarreloj individual | Remco Evenepoel    | Tadej Pogačar         | Biniam Girmay       | Jonas Abrahamsen | Remco Evenepoel     | no otorgado                | UAE Team Emirates         |
| 8.ª etapa               | etapa escarpada         | Biniam Girmay      | Tadej Pogačar         | Biniam Girmay       | Jonas Abrahamsen | Remco Evenepoel     | Jonas Abrahamsen           | UAE Team Emirates         |
| 9.ª etapa               | etapa escarpada         | Anthony Turgis     | Tadej Pogačar         | Biniam Girmay       | Jonas Abrahamsen | Remco Evenepoel     | Jasper Stuyven             | UAE Team Emirates         |
| 10.ª etapa              | etapa llana             | Jasper Philipsen   | Tadej Pogačar         | Biniam Girmay       | Jonas Abrahamsen | Remco Evenepoel     | Kobe Goossens              | UAE Team Emirates         |
| 11.ª etapa              | etapa de montaña        | Jonas Vingegaard   | Tadej Pogačar         | Biniam Girmay       | Tadej Pogačar    | Remco Evenepoel     | Tadej Pogačar              | UAE Team Emirates         |
| 12.ª etapa              | etapa llana             | Biniam Girmay      | Tadej Pogačar         | Biniam Girmay       | Tadej Pogačar    | Remco Evenepoel     | Quentin Pacher             | UAE Team Emirates         |
| 13.ª etapa              | etapa llana             | Jasper Philipsen   | Tadej Pogačar         | Biniam Girmay       | Tadej Pogačar    | Remco Evenepoel     | Magnus Cort                | UAE Team Emirates         |
| 14.ª etapa              | etapa de montaña        | Tadej Pogačar      | Tadej Pogačar         | Biniam Girmay       | Tadej Pogačar    | Remco Evenepoel     | Ben Healy                  | UAE Team Emirates         |
| 15.ª etapa              | etapa de montaña        | Tadej Pogačar      | Tadej Pogačar         | Biniam Girmay       | Tadej Pogačar    | Remco Evenepoel     | Richard Carapaz            | UAE Team Emirates         |
| 16.ª etapa              | etapa llana             | Jasper Philipsen   | Tadej Pogačar         | Biniam Girmay       | Tadej Pogačar    | Remco Evenepoel     | Thomas Gachignard          | UAE Team Emirates         |
| 17.ª etapa              | etapa de montaña        | Richard Carapaz    | Tadej Pogačar         | Biniam Girmay       | Tadej Pogačar    | Remco Evenepoel     | Romain Grégoire            | UAE Team Emirates         |
| 18.ª etapa              | etapa de media montaña  | Victor Campenaerts | Tadej Pogačar         | Biniam Girmay       | Tadej Pogačar    | Remco Evenepoel     | Tobias Halland Johannessen | UAE Team Emirates         |
| 19.ª etapa              | etapa de montaña        | Tadej Pogačar      | Tadej Pogačar         | Biniam Girmay       | Richard Carapaz  | Remco Evenepoel     | Richard Carapaz            | UAE Team Emirates         |
| 20.ª etapa              | etapa de montaña        | Tadej Pogačar      | Tadej Pogačar         | Biniam Girmay       | Richard Carapaz  | Remco Evenepoel     | Enric Mas                  | UAE Team Emirates         |
| 21.ª etapa              | contrarreloj individual | Tadej Pogačar      | Tadej Pogačar         | Biniam Girmay       | Richard Carapaz  | Remco Evenepoel     | no otorgado                | UAE Team Emirates         |
| Clasificaciones finales | Clasificaciones finales |                    | Tadej Pogačar         | Biniam Girmay       | Richard Carapaz  | Remco Evenepoel     | Richard Carapaz            | UAE Team Emirates         |

## Ciclistas participantes y posiciones finales
Convenciones:
- AB-N: Abandono en la etapa "N"
- FLT-N: Retiro por llegada fuera del límite de tiempo en la etapa "N"
- NTS-N: No tomó la salida para la etapa "N"
- DES-N: Descalificado o expulsado en la etapa "N"

## UCI World Ranking
El Tour de Francia otorgó puntos para el UCI World Ranking para corredores de los equipos en las categorías UCI WorldTeam, UCI ProTeam y Continental. Las siguientes tablas son el baremo de puntuación y los diez corredores que obtuvieron más puntos:
| Posición                 | 1.º  | 2.º  | 3.º | 4.º | 5.º | 6.º | 7.º | 8.º | 9.º | 10.º | 11.º | 12.º | 13.º | 14.º | 15.º | 16.º | 17.º | 18.º | 19.º | 20.º | 21.º - 25.º | 26.º - 30.º | 31.º - 40.º | 41.º - 50.º | 51.º - 55.º | 56.º - 60.º |
| Clasificación general    | 1300 | 1040 | 880 | 750 | 620 | 520 | 425 | 360 | 295 | 230  | 190  | 165  | 140  | 110  | 100  | 90   | 85   | 80   | 70   | 60   | 50          | 40          | 35          | 25          | 20          | 15          |
| Por etapa                | 210  | 150  | 110 | 90  | 70  | 55  | 45  | 40  | 35  | 30   | 25   | 20   | 15   | 10   | 5    |      |      |      |      |      |             |             |             |             |             |             |
| Líder                    | 25   |      |     |     |     |     |     |     |     |      |      |      |      |      |      |      |      |      |      |      |             |             |             |             |             |             |
| Clasificación secundaria | 210  | 150  | 110 |     |     |     |     |     |     |      |      |      |      |      |      |      |      |      |      |      |             |             |             |             |             |             |

| Clasificación |                  |                       |         |       |       |            |       |
| Posición      | Ciclista         | Equipo                | General | Etapa | Líder | Secundaria | Total |
| ------------- | ---------------- | --------------------- | ------- | ----- | ----- | ---------- | ----- |
| 1.º           | Tadej Pogačar    | UAE Emirates          | 1300    | 1710  | 450   | 150        | 3610  |
| 2.º           | Jonas Vingegaard | Visma \| Lease a Bike | 1040    | 1040  | -     | 110        | 2190  |
| 3.º           | Remco Evenepoel  | Soudal Quick-Step     | 880     | 1050  | -     | -          | 1930  |
| 4.º           | Biniam Girmay    | Intermarché-Wanty     | -       | 1090  | -     | 210        | 1300  |
| 5.º           | Jasper Philipsen | Alpecin-Deceuninck    | -       | 1020  | -     | 150        | 1170  |
| 6.º           | João Almeida     | UAE Emirates          | 750     | 395   | -     | -          | 1145  |
| 7.º           | Mikel Landa      | Soudal Quick-Step     | 620     | 325   | -     | -          | 945   |
| 8.º           | Richard Carapaz  | EF Education-EasyPost | 85      | 495   | 25    | 210        | 815   |
| 9.º           | Adam Yates       | UAE Emirates          | 520     | 245   | -     | -          | 765   |
| 10.º          | Matteo Jorgenson | Visma \| Lease a Bike | 360     | 385   | -     | -          | 745   |

Nota:
1. ↑  Solo aplica para las clasificaciones por puntos y montaña.